# Hoya savaiiensis
Hoya savaiiensis är en oleanderväxtart som beskrevs av Kloppenb.. Hoya savaiiensis ingår i släktet Hoya och familjen oleanderväxter. Inga underarter finns listade i Catalogue of Life.